# Elaine Holliman
Elaine Holliman (* 20. Jahrhundert) ist eine US-amerikanische Regisseurin und Drehbuchautorin.
Holliman ist eine Absolventin der School of Cinema and Television, der späteren USC School of Cinematic Arts.
Sie gab ihr Regiedebüt mit dem Kurzdokumentarfilm Chicks in White Satin, für den sie bei der Oscarverleihung 1994 für den Oscar in der Kategorie Bester Dokumentar-Kurzfilm nominiert war. Bei der Verleihung der Student Academy Awards wurde der Film mit der Silbermedaille ausgezeichnet, beim San Francisco Gay & Lesbian Film Festival erhielt er den Audience Award. Der Film dokumentiert eine lesbische Hochzeit, die nach jüdischer Tradition ablaufen soll. Der Film wurde auch auf dem Sundance Film Festival gezeigt und lief bei den Berliner Filmfestspielen. Hollimans dokumentarisches Können wurde gelobt.
Holliman verfasste im Anschluss verschiedene Drehbücher. Sie versuchte jahrelang vergeblich, über Filmstudios Gelder für einen Comedy-Langspielfilm zu erhalten, der auf ihrer Kurzdokumentation basieren sollte.